# Almbach
Almbach är ett vattendrag i Österrike.   Det ligger i förbundslandet Salzburg, i den centrala delen av landet, 250 kilometer väster om huvudstaden Wien.
Omgivningarna runt Almbach är en mosaik av jordbruksmark och naturlig växtlighet. Runt Almbach är det ganska tätbefolkat, med 83 invånare per kvadratkilometer.